# Felix Hoffmann (Künstler)

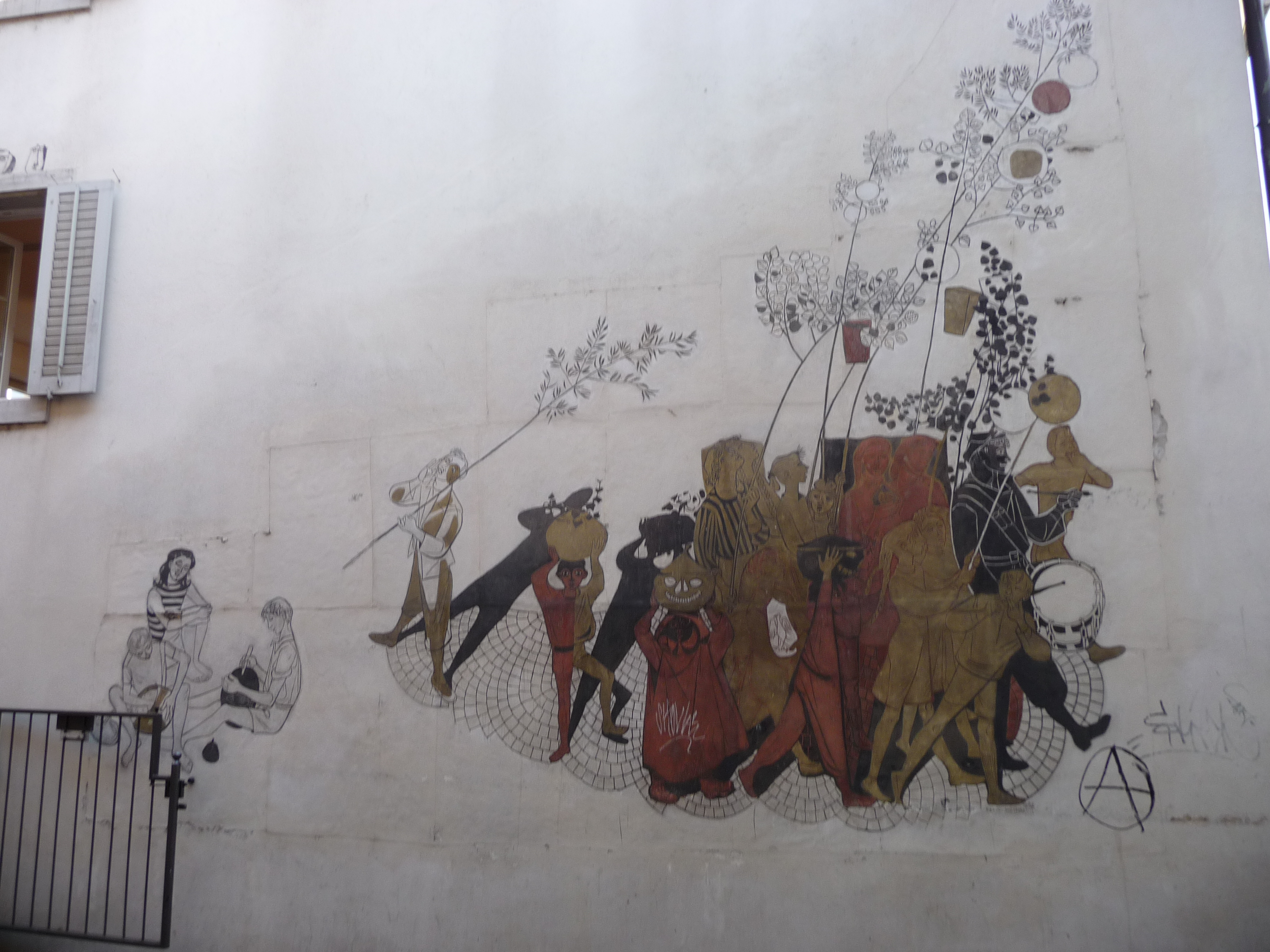
Fresko «Bachfischet» an der oberen Mühle, Altstadt Aarau; es wurde abgelöst und befindet sich nicht mehr am originalen Ort

Felix Hoffmann (* 18. April 1911 in Aarau; † 16. Juni 1975 ebenda) war ein Schweizer Grafiker und Bildender Künstler.

## Leben und Werk
Hoffmann war der Sohn des Aargauer Musikdirektors Emil Adolf Hoffmann und der Mina, geborene Fröhlich. Er besuchte die Kantonsschule Aarau und 1931 die Allgemeine Gewerbeschule Basel. Von 1931 bis 1933 studierte er an der Kunstakademie Karlsruhe, wo er sich im Holzschnitt ausbildete. Von 1933 bis 1934 besuchte Hoffmann die Vereinigten Staatsschulen für freie und angewandte Kunst in Berlin-Charlottenburg.
Hoffmann richtete sich ab 1935 als freischaffender Grafiker und Maler im Gartenhäuschen auf dem von Heinrich Remigius Sauerländer erworbenen Gelände der Laurenzenvorstadt Nr. 61 sein Atelier ein und war dort  bis 1955 tätig.
Hoffmann schuf zahlreiche Kinderbuch-Illustrationen, Illustrationen von Literatur (u. a. die einzige von Thomas Mann autorisierte Illustration vom Zauberberg) die im Sauerländer Verlag erschienen sind, sowie Kirchenfenster, Fresken und Radierungen. Das Fresko „Bachfischet“ musste abgelöst werden, wurde aber am originalen Ort wieder eingesetzt.
Hoffmann erhielt 1957 den Schweizer Kinder- und Jugendbuchpreis und 1962 den New York Herald Tribune Children’s Book Award.
Hoffmann heiratete in den 1930er Jahren die später bekannte Politikerin Gretel Hoffmann-Kienscherf. Sie war 1973 eine der ersten Parlamentarierinnen im Einwohnerrat der Stadt Aarau und galt auch als profilierte Grossrätin der EVP.

## Werke

### Kirchenfenster
- Stadtkirche Aarau
- Reformierte Kirche Auenstein
- Reformierte Kirche Rheinfelden (1941)
- Berner Münster (1943–1946)
- Reformierte Kirche Bözen
- Reformierte Kirche Buchs
- Reformierte Kirche Kirchberg
- Reformierte Kirche Rupperswil (1939)
- Reformierte Kirche Umiken
- Reformierte Kirche Suhr (1956/1957)
- Reformierte Kirche Windisch
- Reformierte Kirche Rüschlikon (1974)

### Bücher
- Brüder Grimm, Felix Hoffmann: Hans im Glück und andere Märchen der Brüder Grimm. (Sammelband mit sieben Märchen der Brüder Grimm, nacherzählt und illustriert von Felix Hoffmann) NordSüd, Zürich 2017, ISBN 978-3-314-10349-0.

## Auszeichnungen
- 1957: Schweizer Jugendbuchpreis[2]
- 1962: New York Herald Tribune Children’s Book Award[2]